# Герб Гаврилова Посада
Герб Гаврилова Посада — один из официальных символов муниципального образования Гаврилово-Посадское городское поселение Гаврилово-Посадского муниципального района Ивановской области. Впервые герб принят в 1989 году, современный вариант утверждён 29 мая 2012 года и внесён в Государственный геральдический регистр Российской Федерации с присвоением регистрационного номера 7786.

## Описание
Описание герба:
В зелёном поле под золотой главой, обременённой чёрным факелом с червлёным пламенем между двух червлёных ткацких челноков, каждая из фигур положена в столб, — серебряный восстающий конь с чёрными глазами и золотыми копытами
Идея: Константин Мочёнов, Юрий Мочёнов (оба — Химки); художник и компьютерный дизайн: Оксана Афанасьева (Москва).

## Символика
История Гавриловского Посада и окружающих селений была тесно связана с дворцовым конным заводом, возникновение которого предания соотносят с именем Ивана Грозного. Первое письменное упоминание о заводе имеется в писцовых книгах Гавриловской слободы за 1632-1633 годы. Ивановский край издревле являлся одним из центров ткачества и переработки льна в России. Уже в первой трети XIX веке за Ивановом и окружающими его селами и деревнями прочно закрепляется репутация текстильного края.
Герб Гаврилово-Посадского городского поселения разработан на основе герба, утвержденного решением исполкома Гаврилово-Посадского городского Совета народных депутатов от 21 февраля 1989 г. № 35 и отражает исторические, культурные, социально-экономические и иные местные традиции.
- Лошадь — символ того, что город Гаврилов Посад своим основанием обязан конному заводу, который и поныне действует;
- Челноки — символ ткачества;
- Факел символизирует принадлежность Гаврилово-Посадского городского поселения к Ивановскому краю, богатому революционными традициями;
- Зеленый цвет символизирует богатую природу города и его окрестностей, а также символизирует молодость, весну, здоровье и надежду;
- Золото — символ богатства, величия, прочности, интеллекта и прозрения;
- Красный цвет — символ мужества, красоты, жизни;
- Черный цвет символизирует благоразумие, мудрость, скромность, честность и вечность бытия;
- Серебро — символ чистоты, мудрости, благородства, мира, взаимосотрудничества[2].

## История

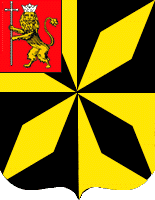
Проект герба Гаврилова Посада, 1877 год

7 апреля 1877 года был составлен проект герба Гавриловского посада по правилам, разработанным Б. Кёне: «Щит четверочастный с золотом и чернью, с 4 веретенами, выходящими из середины к углам щита, переменные металлом и финифтью». В вольной части герб Владимирской губернии. За щитом два золотых молотка, соединённых Александровской лентой. Герб не был утверждён официально.

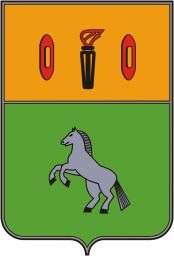
Герб Гаври́лова Поса́да, 1989 год.

Герб города разработан Константином и Юрием Моченовыми (г.Химки) и утверждён исполнительным комитетом Совета народных депутатов 21 февраля 1989 года (решение №35): «В зелёном щите серебряный вздыбленный конь. В золотой главе щита чёрный факел с червлёным пламенем, сопровождаемый по сторонам червлёными челноками». Челноки и факел указывают на принадлежность города к Ивановской области. Лошадь символизирует ведущее городское предприятие в то время — конный завод, которому город обязан своим основанием. Зелёный цвет поля обозначает окружающие города леса и сельскохозяйственные угодья.
Современный герб утверждён решением Совета Гаврилово-Посадского городского поселения от 29 мая 2012 года № 338 «О гербе Гаврилово-Посадского городского поселения Гаврилово-Посадского муниципального района Ивановской области».